# 亞歷山卓·史蒂文森
亞歷山卓·史蒂文森（英語：Alexandra Stevenson，1980年12月15日—）是一位美國女子職業網球運動員。
史蒂文森在1999年溫布頓網球錦標賽，為四大滿貫公開化以來第一位由資格賽闖入四強的球員，負於美國天后林賽·達文波特。

## 外部連結
- 亞歷山卓·史蒂文森的国际女子网球协会官方資料（英文）
- 亞歷山卓·史蒂文森的國際網球總會 職業／青少年 官方資料（英文）
- Fed Cup - Player profile - Alexandra STEVENSON (USA) （页面存档备份，存于）